# Хащі Олбані
Хащі Олбані (ідентифікатор WWF: AT1201) — афротропічний екорегіон середземноморських лісів та чагарників, розташований в Південній Африці.

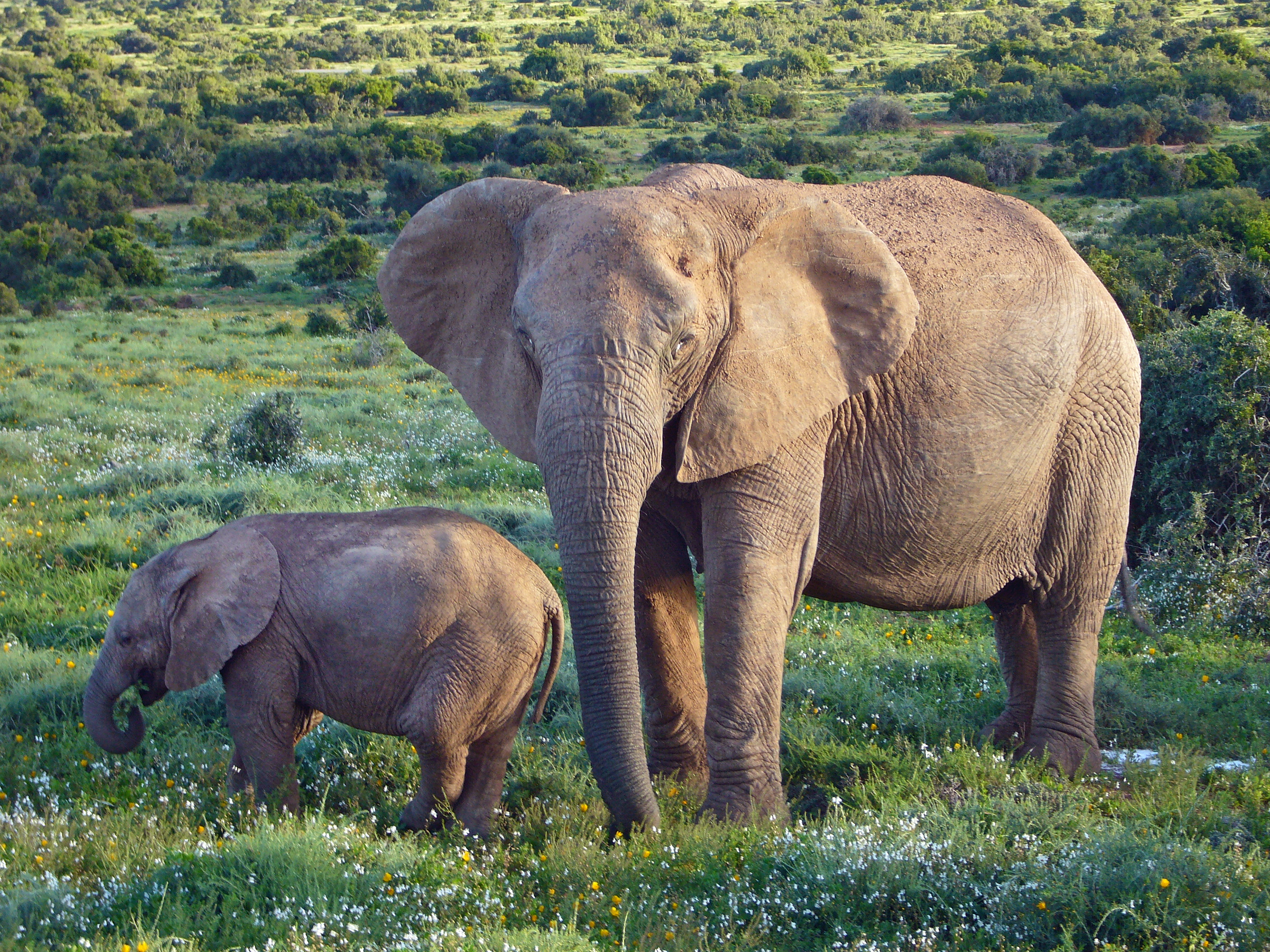
Саванні слони у Національному парку Аддо-Елефант

## Географія
Екорегіон хащів Олбані охоплює регіон Олбані, розташований на заході Східнокапської провінції ПАР, а також міжгірські долини Внутрішнього поясу Капських гір, до якого входять гори Куга, Бавіансклуф та Свартберг. На півночі екорегіон переходить у напівпустелі Нама-Кару, на заході — у зарості гірського та низинного фінбошу і реностервельду, а на сході — у менш густі, сукулентні та колючі чагарники та хащі Мапуталенду та Пондоленду.
На території регіону східний край складчастої споруди Капських гір занурюється під осадові породи супергрупи Кару. Рельєф Олбані був переважно сформований третинною планацією, у результаті якої утворився досить рівнинний басейн, порізаний широкими і глибокими долинами річок Грейт-Фіш, Сандейс та Гамтоос, які є основною геоморфологічною особливістю регіону. Ґрунти в цих долинах є глибокими, добре дренованими і вапнованими піщаними суглинками, а материнською породою для них виступають ейтенгахські та еккські сланці. Ближче до узбережжя зустрічаються консолідовані дюнні піски. На захід від річки Сандейс простягаються скелясті Капські гори, основу яких складають кварцити. У міжгірських долинах на заході екорегіону переважають добре дреновані делювіальні супіски, менш глибокі, ніж ґрунти річкових долин Олбані. Материнською породою для них виступають пісковики, кварцити та сланцеві субстрати.

## Клімат
В межах екорегіону переважає напівпустельний клімат (BSk або BSh за класифікацією кліматів Кеппена) або пустельний клімат (BWh за класифікацією Кеппена), який характеризується високими річними та добовими коливаннями температур. Опади випадають спорадично, а середньорічна кількість опадів коливатися від 300 до 450 мм. Літо (з грудня по лютий) є найбільш посушливою порою року. У внутрішніх частинах долин температура протягом року може коливається від 0 °C до 40 °C. У прибережних районах Олбані клімат більш помірний. Температура протягом року тут коливається від 10 °C до 35 °C, а середньорічна кількість опадів є дещо вищою і становить 450-550 мм. У прибережних районах часто трапляються тумани, що забезпечують додаткову вологість. Помірні температури характерні і для міжгірських долин на заході екорегіону, хоча протягом коротких періодів тут можуть спостерігатися екстримальні температури. Ці долини лежать у дощовій тіні, внаслідок чого середньорічна кількість опадів тут є низькою — від 250 до 300 мм.

## Флора
Рослинний покрив екорегіону представлений густими, колючими чагарниковими хащами висотою 2-2,5 м. За структурою та родовим складом вони є подібними до інших хащів, які зустрічаються по всій тропічній і субтропічній Африці, однак характерною рисою хащів Олбані є те, що вони переважно складаються з вічнозелених, склерофільних та сукулентних чагарників, тоді як в складі інших хащів зазвичай домінують ортофільні, листопадні види.
У внутрішніх частинах долин Грейт-Фішу, Сандейсу та Гамтусу поширені розріджені, колючі зарості. Вони включають багато як листяних, так і стеблових сукулентів, таких як африканські портулакарії (Portulacaria afra) і молочаї Боти (Euphorbia bothae), що домінують в долині Грейт-Фішу або Великої Рибної річки, та молочаї Ледьєна (Euphorbia ledienii) і синюваті молочаї (Euphorbia caerulescens), які домінують в долині Сандейсу. Серед характерних дерев, що зустрічаються в цій частині регіону, слід відзначити кремезну гревію (Grewia robusta), падуболисту брахілену (Brachylaena ilicifolia), голівчастий голонасінник (Gymnosporia capitata) та африканський повій (Lycium afrum).
У прибережних частинах Олбані ростуть надзвичайно густі, часто непрохідні хащі, густота намету в яких часто досягає 90 %. Ці густі зарості вирізняються високим видовим різноманіттям і складаються з колючих чагарників, здерев'янілих повзучих кущів та сукулентів. Серед характерних сукулентних рослин, що зустрічаються у прибережних частинах екорегіону, слід відзначити африканське алое (Aloe africana), страхітливе алое (Aloe ferox), великозубчастий молочай (Euphorbia grandidens) та молочай Ледьєна (Euphorbia ledienii), а серед дерев — біле молочне дерево (Sideroxylon inerme), дюнне кокодерево (Maytenus procumbens) та миртолисті китятки (Polygala myrtifolia).
У міжгірських долинах на заході та півночі екорегіону поширені густі чагарникові зарості, основу яких складає африканська портулакарія (Portulacaria afra). Серед інших кущів та дерев, що складають основу цих хащів, слід відзначити монетне дерево (Crassula ovata), гостроплідний повій (Lycium oxycarpum), капську паппею (Pappea capensis), дрібнолисте гуаррі (Euclea undulata), яйцелистий рігозум (Rhigozum obovatum), кремезну гревію (Grewia robusta), африканську шотію (Schotia afra), різні види алое (Aloe spp.) та сумаха (Rhus spp.). В підліску хащів ростуть різноманітні товстолисти (Crassula spp.), сукулентні трави та злаки. На крайньому заході екорегіону африканські портулакарії (Portulacaria afra) можуть формувати моновидові насадження.
Розподіл рослинних угруповань екорегіону залежить від низки складних, взаємопов'язаних факторів, найважливішим з яких є тип ґрунту. Хащі Олбані обмежені глибокими, добре дренованими, родючими піщаними суглинками, причому найбільш густі хащі ростуть на найглибших ґрунтах. Іншим важливим обмежуючим фактором є вологість ґрунту. Хащі Олбані ростуть у спекотних, сухих долинах, де вологість ґрунту протягом тривалого часу є обмеженою. На сході екорегіону вологість ґрунту підвищується, у результаті чого зарості стають більш відкритими, менш сукулентними та менш колючими, в них починають переважати субтропічні види, а між кущами починає росте більше трави. Тут хащі Олбані переходять у чагарники та хащі Мапуталенду та Пондоленду, які, у свою чергу, переходять у ліси та савани. На заході екорегіону хащі Олбані стають більш рідкісними, дуже сукулентними та колючими і переходять у відкриті чагарники Сукулент-Кару.
Хащі Олбані подібні до лісів тим, що їх поширення обмежене місцевостями, захищеними від пожеж, такими як річкові долини, осипи та ущелини. Історично велику роль у обмеженні їх поширення відігравали великі ссавці, зокрема саванні слони (Loxodonta africana), чорні носороги (Diceros bicornis), білі носороги (Ceratotherium simum) та великі куду (Tragelaphus strepsiceros). Там, де ці тварини були винищені, хащі стають інвазивними і поширюються навколо, заміщуючи савани, луки та інші типи рослинності. Водночас чагарникові угруповання мають низьку стійкість до пожеж та інших порушень, погано відновлюються після них і зникають, якщо ці порушення відбуваються з інтервалом менше кількох десятиліть.
Флора екорегіону вирізняється високим різноманіттям та рівнем ендемізму. Серед ендеміків Олбані переважають сукулентні види, такі як овечий інжир (Delosperma echinatum), делосперма Еклона (Delosperma ecklonis), витягнутий сяєцвіт (Lampranthus productus), торочкуватий молочай (Euphorbia fimbriata), горгоновий молочай (Euphorbia gorgonis), гастерія Армстронга (Gasteria armstrongii), африканське алое (Aloe africana), пірамідальне жовтозілля (Caputia pyramidata) та смугаста гавортія (Haworthiopsis fasciata). Територія екорегіону є центром ендемізму для сукулентних видів молочаю (Euphorbia spp.): тут зустрічається 14,5 % південноафриканських представників цього роду. Крім того, Олбані також є центром ендемізму для деяких геофітів, зокрема для циртантусів (Cyrtanthus spp.), альбук (Albuca spp.) та рястки (Ornithogalum spp.).
Сукулентні каруські елементи тривалий час переважали в долинах Східнокапської провінції. Лише у голоцені, після завершення останнього льодовикового періоду 12 000  років тому, з настанням більш теплого та вологого кліматичного періоду, в долини регіону почали проникати субтропічні та капські елементи. Низька кількість опадів в екорегіоні хащів Олбані є важливою перешкодою для поширення субтропічної флори на південь. В регіон успішно проникли лише види з довгоживучими склерофільними листками, зокрема різні види сідероксилона (Sideroxylon spp.), еуклеї (Euclea spp.), кассіни (Cassine spp.) та хурми (Diospyros spp.), і лише деякі з них є ендеміками. Серед ендеміків регіону субтропічного походження слід відзначити гамтооську куссонію (Cussonia gamtoosensis), сітчасту лаурідію (Lauridia reticulata), рапанею Джилла (Myrsine gilliana) та капський смелофіллум (Smelophyllum capense). Ґрунтові та кліматичні бар’єри обмежують поширення капської флори на північ, і ендеміків капського походження в регіоні зустрічається мало. Загалом в екорегіоні хащів Олбані зростає 61 вид ендемічних рослин, з яких 31 вид перебуває під загрозою зникнення. Більшість ендеміків регіону зосереджені у мезофільних сукулентних хащах прибережної частини регіону, які мають найвищий рівень ендемізму (9,2 %) з усіх трьох типів хащів Олбані.

## Фауна
У той час як хащі Олбані є важливим центром флористичного ендемізму, видове різноманіття та рівень ендемізму фауни екорегіону є відносно низькими. Серед поширених в екорегіоні ссавців слід відзначити низку видів антилоп, зокрема південного бушбока (Tragelaphus sylvaticus), сірого ребока (Pelea capreolus), звичайну канну (Taurotragus oryx), великого куду (Tragelaphus strepsiceros), рудого конгоні (Alcelaphus buselaphus caama), капського грисбока (Raphicerus melanotis) та звичайного дуїкера (Sylvicapra grimmia). У Національному парку Еддо-Елефант зберігаються популяції рідкісних саванних слонів (Loxodonta africana) та чорних носорогів (Diceros bicornis). Також в екорегіоні зустрічаються африканські леопарди (Panthera pardus pardus), капські сірі мангусти (Herpestes pulverulentus), чагарникові свині (Potamochoerus larvatus), африканські бородавочники (Phacochoerus africanus), верветки (Chlorocebus pygerythrus), чагарникові зайці (Lepus saxatilis) та майже ендемічні златокроти Даті (Chlorotalpa duthieae).
Серед поширених в екорегіоні птахів слід відзначити орла-бійця (Polemaetus bellicosus), африканського яструба-сивця (Polyboroides typus), чорного яструба (Accipiter melanoleucus), турако-книсну (Tauraco corythaix), білочеревого дідрика (Chrysococcyx klaas), південну вивільгу (Oriolus larvatus), червонооку горлицю (Streptopelia semitorquata), малу горлицю (Spilopelia senegalensis) та сомалійську горлицю (Turtur chalcospilos). Майже ендемічними представниками екорегіону є натальські дятлики (Campethera notata), капські нектарки (Anthobaphes violacea), капські бюльбюлі (Pycnonotus capensis) та капські щедрики (Crithagra totta). Ендемічні амфібії в екорегіоні відсутні, однак шість видів плазунів, зокрема східнокапські безногі сцинки (Acontias orientalis), карликові листопалі гекони Ессекса (Goggia essexi) та олбанські гадюки (Bitis albanica), є ендеміками регіону.

## Збереження
Близько 12,62 % площі екорегіону є заповідними територіями. Природоохоронні території включають: Національний парк Еддо-Елефант, Національний парк гірських зебр, Природний заповідник Андріс-Вослу-Куду, Природний заповідник Босберг, Природний заповідник Вотерс-Мітінг, Бавіансклуфський мегазаповідник та Мисливський заказник імені Леннокса Себе.